# Rob Pike
Rob Pike   (Canadà, 1956) és un programador canadenc, conegut per la seva feina en llenguatge Go a Google, el desenvolupament del sistema operatiu Unix als laboratoris Bell i la creació del sistema operatiu Plan9 i Inferno al mateixos laboratoris i el llenguatge de programació Limbo.
Va desenvolupar el terminal gràfic Blit per Unx. Prèviament havia escrit el primer sistema de finestres per Unix el 1981 Pike té una de les primeres patents de software, el 1982, sobre memòria cau que forma part del sistema gràfic X.
Ha escrit diversos editors de text, els més coneguts son sam i acme, encara en ús i en desenvolupament.
És coautor juntament amb Brian Kernighan el llibre The Practice of Programming i The Unix Programming Environment. Va dissenyar UTF-8 conjuntament amb Ken Thompson.
Actualment Pike treballa a Google, on ha desenvolupat els llenguatges de programació Go i Sawzall.